# Lawrence Wien
Lawrence Wien (1905 – 1988) var en amerikansk advokat, filantrop og fast ejendomsejer.
Wien blev født i New York, og fik sin bachelorgrad fra Columbia College i 1925 og hans juridiske embedseksamen fik han fra Columbia Law School i 1927.
Han var formand for bestyrelsen på Brandeis University samt næstformand i Lincoln Center. Han var også administrator på Columbia University i perioden 1966-1972.